# Silvanus inarmatus
Silvanus inarmatus là một loài bọ cánh cứng trong họ Silvanidae. Loài này được Wollaston miêu tả khoa học năm 1867.